# Ibi (Alicante)
Pour les articles homonymes, voir Ibi.
Ibi (en castillan et en valencien) est une commune de la province d'Alicante, dans la Communauté valencienne, en Espagne. Elle est située dans la comarque de l'Alcoià et dans la zone à prédominance linguistique valencienne.

## Géographie

Localisation d'Ibi
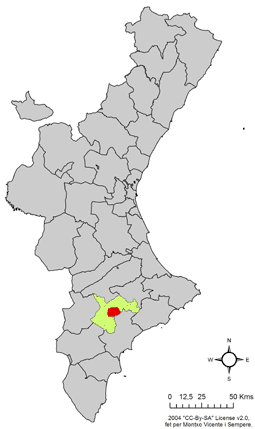
dans la Communauté valencienne.
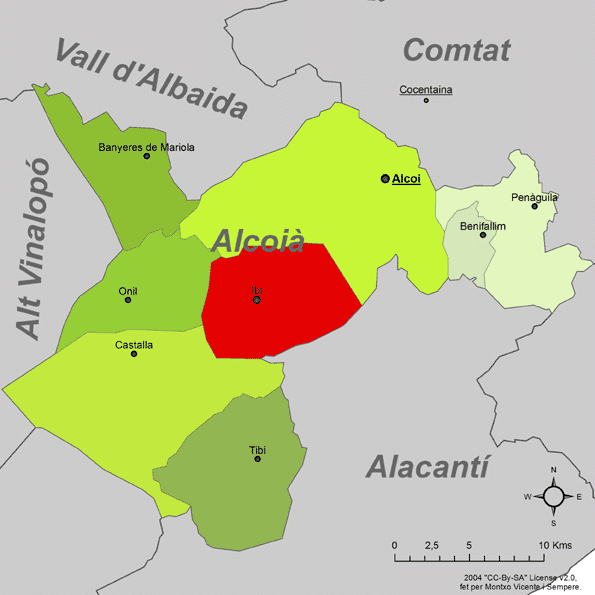
dans la comarque de l'Alcoià.

## Patrimoine
- Parc naturel de Font Roja